# Томас Джефферсон Джексон Сі
То́мас Дже́фферсон Дже́ксон Сі (англ. Thomas Jefferson Jackson See, 19 лютого 1866 р, Монтгомері-сіті, Міссурі — 4 липня 1962 р, Окленд, Каліфорнія) — американський астроном. Наукова спадщина пов'язана переважно з астрометрією, а також космологією. В аннали науки увійшов здебільшого завдяки своєму важкому характеру і бурхливому темпераменту: через низку теоретичних розбіжностей увійшов у конфлікт зі світовою науковою спільнотою. Архів вченого зберігається в Бібліотеці Конгресу США.

## Біографія
Закінчив університет Міссурі без надання наукового ступеня в 1889 році, продовжив освіту в Берлінському університеті, де 1892 року здобув докторський ступінь з математики. Спеціалізувався на дослідженні подвійних зоряних систем й обчисленні їх орбіт. Після повернення з Європи працював асистентом Джорджа Гейла в Чиказькому університеті, але в 1896 році, не отримавши підвищення, залишив університет.
До 1898 року працював в обсерваторії Ловелла, звідки його звільнили за зверхнє ставлення до співробітників. 1898 року увійшов до штату Військово-морської обсерваторії США у Вашингтоні.
Перший конфлікт, пов'язаний з роботами Сі, виник у 1895 році у зв'язку з дослідженнями подвійної зоряної системи 70 Змієносця. Сі виявив розбіжність між спостережуваним і передбаченим рухом компонентів подвійної зорі відносно один одного, що дозволило припустити наявність у цих двох зір третього невидимого супутника (вперше це припущення озвучив капітан У. Джейкоб у Мадраській обсерваторії в 1855 році). Результати досліджень були опубліковані в Astronomical Journal, проте 1899 року Форест Моултон (1872—1952) переконливо довів неспроможність теорії Сі: потрійна система буде занадто нестійкою. У відповідь Сі написав до редакції журналу образливого листа, опублікованого в скороченому вигляді, який зашкодив репутації астронома. Його роботи більше не приймали в Astronomical Journal.
1902 року, посварившись із колегами, був змушений залишити військово-морську обсерваторію, і протягом одного семестру викладав в Академії ВМФ. Пізніше перевівся на військову базу Mare Island Naval Shipyard у Каліфорнії, де служив до відставки в чині капітана в 1930 році.

## Астрономічні дослідження
У 1909 році Сі сформулював гіпотезу захоплення в полеміці навколо походження Місяця. За цією гіпотезою, Місяць сформувався як незалежна планета десь у Сонячній системі, а потім внаслідок якихось пертурбацій перейшов на еліптичну орбіту, яка перетиналася з орбітою Землі. При черговому зближенні із Землею, Місяць був захоплений гравітацією Землі і став її супутником. Ця гіпотеза була дуже популярна упродовж XX століття.
У 1910 році опублікував другий том монографії «Дослідження еволюції зоряних систем» (Researches on the Evolution of the Stellar Systems, Vol. II, The Capture Theory of Cosmical Evolution). 700-сторінкова праця була присвячена спростуванню «неправильних» на думку Сі астрономічних теорій. Репутації вченого сильно нашкодила публікація його біографії в 1913 році, де його теорії були значно вульгаризовані. Її написав в апологетичному тоні астроном-аматор і журналіст Вільям Ларкін Вебб під назвою Brief Biography and Popular Account of the Unparalleled Discoveries of T. J. J. See. Журнал Nation опублікував нищівну рецензію, яка остаточно підірвала репутацію Сі.
Працюючи в Каліфорнії, Сі опублікував низку робіт, у яких розглядав походження Сонячної системи, причини землетрусів і періодичність сонячних плям. Намагався визначити розміри галактики Чумацького Шляху.
Сі був послідовним прихильником ефірної теорії і намагався створити загальну теорію всього, в якій усі відомі сили зводилися до ефірних хвиль (опублікована 1922 року в Німеччині). Сі вельми енергійно критикував теорію відносності Ейнштейна, але тон його критики був такий, що і сам Ейнштейн, і світова наукова спільнота ігнорували аргументи Сі.
1930 року Сі взяв участь у голосуванні щодо назви нововідкритої планети Плутон, запропонувавши назву «Кронос». Репутація вченого призвела до ігнорування його пропозиції.

## Вибрані роботи
- See, T. J. J. (+1896). Researches on the orbit of 70 Ophiuchi, and on a periodic perturbation in the motion of the system arising from the action of an unseen body. The Astronomical Journal. 16: 17—23.
- See, T. J. J. (1899). Remarks on Mr. Moulton's paper in A.J. 461. The Astronomical Journal. 20: 56.
- See, T. J. J. 1910 "Researches on the evolution of the stellar systems: v. 2. The capture theory of cosmical evolution, founded on dynamical principles and illustrated by phenomena observed in the spiral nebulae, the planetary system, the double and multiple stars and clusters and the star-clouds of the Milky Way. "T.P. Nichols (Lynn, Mass.)
- See, T. J. J. 1920 році, Astronomische Nachrichten, 211, 49: «New Theory of the Aether»